# مشتة البلوط
مشتة البلوط هي منطقة تابعة إقليمياً وإداريا لبلدية أولاد صابر الكائنة بدائرة قجال الواقعة في ولاية سطيف الجزائرية.